# 三星Galaxy Note 3 Neo
Samsung Galaxy Note 3 Neo是韓國三星電子在2014年2月推出的Android平台的高階大螢幕平板式智慧型手機（平板手機），螢幕為5.55英寸，是Samsung首款採用六核心處理器的手機，同時期的競爭對手有Sony Xperia Z1 Compact。

## 韓國版本Galaxy Note 3 Neo LTE-A
韓國版本Samsung Galaxy Note 3 Neo的外觀各功能均與國際版本一致，唯一不同的是，韓國版本Galaxy Note 3 Neo的處理器是採用與Samsung Galaxy Note 3 LTE版本相同的高通驍龍800(8974-AA)。
性能方面韓國版本比採用Samsung Exynos處理器的國際版本強，圖形處理性能比Samsung Galaxy Note 3 LTE更強。